# Страсть не знает преград
«Страсть не знает преград» (нем. Alle Anderen) — немецкая мелодрама режиссёра Марен Аде. Премьера фильма состоялась 9 февраля 2009 года в рамках Берлинского кинофестиваля.

## Сюжет
Гитти и Крис — молодая немецкая пара — проводят отпуск на Сардинии. Если Гитти стремится к общению и развлечениям, то Крис предпочитает уединение. Однажды он натыкается на своих соседей Ганса и Сану, которые приглашают их к себе в гости. Вопреки отказам жены Крис принимает приглашение. Новое знакомство приводит к ухудшению в отношениях Криса и Гитти.

## В ролях
| Актёр             | Роль  |
| ----------------- | ----- |
| Ларс Айдингер     | Крис  |
| Биргит Минихмайр  | Гитти |
| Ханс-Йохен Вагнер | Ганс  |
| Николь Маришка    | Сана  |

## Награды и номинации
- 2009 — 59-й Берлинский кинофестиваль[2]:
  - «Серебряный медведь» за лучший фильм — Марен Аде
  - «Серебряный медведь» за лучшую женскую роль — Биргит Минихмайр
  - «Femina-Film-Prize» — Силке Фишер
- 2009 — Номинация на «Золотую киннару» Международного кинофестиваля в Бангкоке — Марен Аде[3]
- 2009 — Международный кинофестиваль независимого кино в Буэнос-Айресе[4]:
  - номинация на лучший фильм — Марен Аде
  - лучший режиссёр среди международных участников — Марен Аде
- 2009 — Номинация на премию «Politiken's Audience Award» кинофестиваля «CPH PIX» в Копенгагене — Марен Аде[5]
- 2009 — Номинация на гран-при в конкурсе юных талантов кинофестиваля в Тайбэе — Марен Аде[6]
- 2009 — Приз кинофестиваля «Film+» в Кёльне за лучший монтаж — Хейк Парплис[7]
- 2010 — Deutscher Filmpreis[8]:
  - номинация на лучшую режиссуру — Марен Аде
  - номинация на лучшую женскую роль — Биргит Минихмайр
  - номинация на лучший фильм — Марен Аде, Янина Яковски, Дирк Дж. Энгельхардт
- 2010 — Премия немецкой ассоциации кинокритиков[9]:
  - номинация на лучшую мужскую роль — Ларс Айдингер
  - лучшая женская роль — Биргит Минихмайр
  - номинация на лучший монтаж — Хейк Парплис
- 2010 — Indiewire Critics' Poll[10]:
  - номинация на лучший фильм (5-е место)
  - номинация на лучший сценарий (2-е место) — Марен Аде
- 2010 — Village Voice Film Poll[10]:
  - номинация на лучший фильм (5-е место)
  - номинация на лучший сценарий (2-е место) — Марен Аде
- 2011 — Номинация на премию общества независимого кино Chlotrudis за лучший оригинальный сценарий — Марен Аде[11]
- 2011 — Приз международного сообщества любителей кино[12]:
  - номинация на лучший оригинальный сценарий — Марен Аде
  - номинация лучший фильм (5-е место)
  - номинация лучший фильм не на английском языке (3-е место)